# Caroline de Habsbourg-Lorraine
Titre
Princesse consort héritière de Saxe
Marie Caroline Ferdinande Theresia Josephine Demetria de Habsbourg-Lorraine (Vienne, 8 avril 1801 - Pillnitz, 22 mai 1832), princesse impériale, archiduchesse d'Autriche, princesse royale de Hongrie et de Bohême.
Fille de François Ier d'Autriche et de Marie-Thérèse de Bourbon-Siciles, elle est par conséquent la petite-fille de Ferdinand Ier des Deux-Siciles et de Marie-Caroline d'Autriche du côté maternel, et de Léopold II du Saint-Empire et de Marie-Louise d'Espagne. À noter que ses parents étaient doublement cousins germains, puisque leurs parents respectifs étaient frères et sœurs.
Caroline de Habsbourg-Lorraine épousa le 7 octobre 1819 Frédéric-Auguste II de Saxe. Cette union fut sans postérité. Elle mourut en 1832 d'une crise d'épilepsie. Son mari se remaria l'année suivante à Marie de Bavière, fille de Maximilien Ier de Bavière et de Caroline de Bade.
Elle ne fut jamais reine de Saxe, son mari, Frédéric-Auguste II de Saxe, n'accédant au trône qu'en 1836. Elle est inhumée à la Cathédrale de la Sainte-Trinité de Dresde.

## Sources
- Généalogie des rois et des princes de Jean-Charles Volkmann Edit. Jean-Paul Gisserot (1998)

1. ↑  « Yahoo - Mail, Weather, Search, Politics, News, Finance, Sports & Videos », sur geocities.com (consulté le 2 mai 2023).
2. ↑  « royaltyguide.nl/families/habsb… »(Archive.org • Wikiwix • Archive.is • Google • Que faire ?).